# Aleksej Ganskij
Aleksej Pavlovitj Ganskij (ryska: Алексей Павлович Ганский, ukrainska: Олексі́й Па́влович Га́нський: Oleksij Pavlovytj Hanskyj), född 20 juni (gamla stilen: 8 juni) 1870 i Odessa, Kejsardömet Ryssland död 11 augusti (gamla stilen: 29 juli) 1908 i Simeiz på Krim, Kejsardömet Ryssland var en rysk astronom.
Ganskij anställdes 1895 vid Pulkovo-observatoriet vid Sankt Petersburg, där han 1905 utnämndes till adjunktastronom. Han vistades under flera år vid de astrofysikaliska observatorierna i Potsdam och i Meudon (nära Paris), där han utförde omfattande astrofotografiska och astrofysikaliska arbeten, särskilt över solytans struktur och rörelserna inom solatmosfären. Han deltog i flera solförmörkelseexpeditioner samt i den svensk-ryska gradmätningsexpeditionen på Svalbard. Flera gånger vistades han på det av Pierre Jules César Janssen inrättade observatoriet på toppen av Mont Blanc för astrofysikaliska och geodetiska iakttagelser. Kort före sin död hade han blivit föreståndare för det nyinrättade astrofysikaliska Simeizobservatoriet i Simeiz.
Asteroiden 1118 Hanskya är uppkallad efter honom. En månkrater är också uppkallad efter honom.